# Ulysses Patera
Ulysses Patera je sopka s nepravidelným kráterem na povrchu Marsu, která se nachází na severní polokouli nedaleko rovníku v oblasti Tharsis severozápadním směrem od skupiny sopek Tharsis Montes, přesněji na západ od Pavonis Mons. Na západ od ní se nedaleko (přibližně 100 km) nachází sopka Biblis Patera, na severu zlomová oblast Ulysses Fossae a na jihu štítová sopka Arsia Mons.
Nad okolní krajinu vystupuje mezi 2 až 3 km a na jejím vrcholku se nachází trojice kráterů, kdy prostřední téměř kruhová kaldera je rozlohou největší, dosahuje okolo 56 km v průměru. Další dva krátery na severním a jihovýchodním okraji jsou impaktního původu. Severní kráter je větší a starší a jeho průměr dosahuje okolo 10 km. Výskyt takto velkých impaktních kráterů vedle sebe je poměrně netypický. Sopka byla ve své historii částečně překryta lávou z Pavonis Mons. Odhaduje se, že sopka je na povrchu již minimálně 3,4 miliardy let. Dle počítání počtu impaktních kráterů na okolních krajinách se odhaduje, že sopečná činnost skončila před méně než 200 milióny lety, ale mohla probíhat i blíže současnosti. Impaktní krátery jsou částečně překryté okolní lávou, což naznačuje, že po jejich vzniku ještě probíhala vulkanická aktivita.
Impaktní krátery vykazují jisté vzhledové znaky, které odpovídají podmínkám, kdy se zde nacházela tekutá voda po jejich dopadu. Nasvědčovalo by to výskytu ledu na povrchu, anebo výskytu vody v podobě permafrostu v době dopadu.
Pojmenována byla v roce 1973 dle Odysea, hrdinovi trójských válek.